# Granger (Missouri)
Granger – wieś w Stanach Zjednoczonych, w stanie Missouri, w hrabstwie Scotland.